# Mohylník Borotice
Mohylník Borotice je multikulturní archeologická lokalita, mohylové pohřebiště v katastrálním území obce Borotice v okrese Znojmo. Bylo zde prozkoumáno 28 mohyl, ale celkový počet rozpoznaných a pravděpodobných mohyl je asi čtyřicet. V mohylách byly nalezeny pohřby kultur starší a střední doby bronzové: únětické, věteřovské a středodunajské mohylové.
Mohylník objevil v polovině 19. století Mořic Vilém Trapp, kustod Františkova muzea v Brně. Identifikoval sedmnáct mohyl, a jednu z nich prokopal. Majitel pozemku další výkopy nepovolil. Nalezené artefakty se ztratily a výzkum na více než sto let ustal. V letech 1961–1963 bylo naleziště školním pracovištěm katedry prehistorie Univerzity Jana Evangelisty Purkyně a byly zde provedeny sondáže pod vedením Vladimíra Podborského. Zjištěno bylo 37 mohyl, tři mohyly byly sondovány a nalezeným materiálem byl mohylník datován do střední doby bronzové.
V roce 1976 navázal Archeologický ústav ČSAV v Brně systematickým výzkumem vedeným Stanislavem Stuchlíkem. Práce probíhaly nepřetržitě do roku 1991 a potom v letech 1993 a 1996. Mohyla s pořadovým číslem 37 byla identifikována jako přírodní objekt, objeveny byly další dvě mohyly (38, 39) a prozkoumáno bylo devatenáct mohyl. Deset dříve uváděných mohyl nebylo nalezeno. Kulturně a chronologicky bylo pohřebiště zařazeno do starší doby bronzové stupně BA2 podle Reineckeho (jeden hrob pozdní únětické kultury a klasická fáze věteřovské skupiny s jedenácti mohylami) a do stupňů BB1 (dva až tři hroby ze staršího stupně středodunajské mohylové kultury) a BB2 (osm mohyl středního stupně středodunajské mohylová kultura).